# باكينغتون (كيبك)
باكينغتون (بالإنجليزية: Packington, Quebec)‏ هي بلدية محلية في كيبيك تقع في كندا في Témiscouata Regional County Municipality. يقدر عدد سكانها بـ 595 نسمة ومساحتها 123.30 كم2 .